# بولينا حسون
بولينا حسون روفائيل، (1895-1969)، صحفية عراقية الأصل من أصل عائلة حسون العريقة في الموصل، وهي ابنة عم الاستاذ الأديب سليم حسون صاحب جريدة (العالم العربي). تذكر بعض المصادر بأن بولينا حسون ولدت سنة 1895 وأنها تنقلت في مقتبل حياتها بين مصر وفلسطين والأردن إلى أن عادت إلى العراق سنة 1922(كانت تبلغ حينها سبعة وعشرون عاما) وعلى هذا الأساس فإن بولينا حسون عراقية الأب وشامية الأم.
كانت لبولينا اهتمامات صحفية وأدبية بارزة فهي تعتبر رائدة الصحافة النسوية في العراق بإصدارها مجلة ليلى، أول مجلة نسوية عراقية وذلك في الخامس عشر من شهر تشرين الأول سنة 1923 حيث كانت رئيسة تحريرها.كما أنها ساهمت في تأسيس أول نادي نسوي في العراق عرفت باسم (نادي النهضة النسائية) في 24 تشرين الثاني سنة 1923 قبل إصدارها لمجلة ليلى. أصدرت من المجلة 20 عددا حيث توقفت عن الصدور نتيجة للضغوطات من قبل المحافظين وحزمت أمتعتها وسافرت من بغداد إلى الأردن في كانون الأول سنة 1925 وتوفيت سنة 1969.